# Miki Nagasawa
Miki Nagasawa (jap. 長沢 美樹 Nagasawa Miki; ur. 11 lipca 1970) – japońska seiyū związana z firmą Atomic Monkey.

## Wybrane role głosowe
- 1995: Neon Genesis Evangelion – Maya Ibuki
- 1996: Kidō Shinseiki Gundam X – Perla Ciss
- 1997: Vampire Princess Miyu – Miyu
- 1998: Anpanman – Creampanda
- 1998: Cowboy Bebop – Judy
- 1999: Pokémon – Atsumi
- 2001: Kapitan Jastrząb – Manabu Okawa
- 2001: Detektyw Conan – Yoko Okino[a]
- 2001: Love Hina – Tsuruko Aoyama
- 2004: Kyō kara maō! – Lyra
- 2005: Naruto – Toki
- 2006: Death Note – Wedy
- 2007: Claymore – Helen
- 2011: Kidō Senshi Gundam AGE – Lalaparly Madorna
- 2012: Hunter × Hunter –
  - Baise,
  - Coco Loo
- 2013: Magi: The Labyrinth of Magic – Leraje
- 2014: One Piece – Wicca